# Albin Dostal
Albin Dostal (geboren 28. November 1896 in Wien, Österreich-Ungarn; gestorben 16. April 1971 ebenda) war ein österreichischer Politiker (SPÖ) und Redakteur in Eisenstadt. Dostal war verheiratet und von 1953 bis 1956 Landesrat im Burgenland.

## Leben
Dostal wurde als Sohn des Schneidermeisters Josef Dostal aus Wien geboren. Er besuchte die Volks-, Haupt- und Handelsschule in Wien und war Beamter im Sozialministerium. Er lebte ab 1922 im Burgenland, war zunächst in Unterpullendorf ansässig und zog später nach Neutal. Er wurde Parteisekretär im Bezirk Oberpullendorf und Mitglied des Landesparteivorstandes sowie der Landesparteikontrolle. Vom 5. Dezember 1930 bis zum 12. Februar 1934 vertrat er die Sozialistische Partei im Burgenländischen Landtag und ging im Zuge des Bürgerkriegs im Februar 1934 bis Februar 1939 ins Exil in die Tschechoslowakei. Anschließend war er drei Monate in den Niederlanden und von Juni 1939 bis Dezember 1946 in London. 
Nach seiner Rückkehr war er von 1946 bis 1961 Mitglied des SPÖ-Landesparteivorstandes. Er war in der VII. Gesetzgebungsperiode Landesrat in der Landesregierung Karall III.